# Ножан сир Марн
Ножан сир Марн (фр. Nogent-sur-Marne) град је у Француској, у департману Долина Марне.
По подацима из 1999. године број становника у месту је био 28.191.

## Демографија
| 1962.  | 1968.  | 1975.  | 1982.  | 1990.  | 1999.  | 2011.  |
| ------ | ------ | ------ | ------ | ------ | ------ | ------ |
| 24.501 | 26.238 | 25.634 | 24.630 | 25.248 | 28.191 | 31.795 |

## Партнерски градови
- Ивердон ле Бен
- Зигбург
- Кастиљоне деи Пеполи
- Val Nure
- Nazaré
- Болеславјец